# 뉴 에이코
뉴 에이코(일본어: 牛栄子, 1999년 5월 12일 ~ 일본 지바현)은 일본기원 중부총본부 소속의 여류 바둑 기사이다.

## 생애
- 1999년 5월 12일 일본 지바현 출생
- 2015년 입단, 초단

## 입상 및 승단
- 2017년 제20기 일본 여류기성전 준우승 (1-2, 상대 셰이민 6단)
- 2018년 제3회 일본 여류최강전 준우승 (상대 만나미 나오 4단)
- 2022년 제7회 일본 여류최강전 우승 (상대 나카무라 스미레 2단)
- 2024년 제6회 센코컵 월드바둑여류최강전 4위(상대 위즈잉 8단), 제43기 여류본인방전 준우승(상대 2-3, 후지사와 리나 7단)